# Ananteris obscura
Espèce
Ananteris obscura est une espèce de scorpions de la famille des Ananteridae.

## Distribution
Cette espèce est endémique du District fédéral au Brésil.

## Systématique et taxinomie
Cette espèce a été décrite par Lourenço et Motta en 2021.

## Publication originale
- Lourenço & Motta, 2021 : « One more new species of Ananteris Thorell, 1891 (Scorpiones: Buthidae) from the Cerrados of the Federal District in Brazil. » Revista Ibérica de Aracnología, no 38, p. 121-125.